# Гриньківці (Пробіжна)
Гриньківці (або Угриньківці; пол. Hryńkowce) — колишнє село в Україні, нині — частина села Пробіжної Тернопільської области.

## Топоніміка
Микола Крикун подає наступні варіанти назв с. Гриньківці, зафіксовані у хронологічному порядку у відповідних джерелах:
- Hrynkowce, с. — Кам'янецька земська книга 1604, 1610, 1625, 1636, 1639;
- Hrynkowce, с. — Подимний реєстр 1629, 1650, 1661, 1667;
- Hrynkowce, с. — Поголовний реєстр 1662;
- Hrynkowce, с. — Комісарський реєстр 1678;
- Hrinkofęi, с. — Кам'янецький дефтер 1681.

## Історія
Перша письмова згадка — 1564 р., на той час у селі вже була дерев'яна церква.
У 1902 р. велика земельна власність належала Марії Дрогоєвській.
У 1959 р. село приєднане до с. Пробіжна.

## Релігія
- церква Покрову Пресвятої Богородиці (дерев'яна, втрачена)[2].

## Соціальна сфера
Діяла загальноосвітня школа.